# デス・ポイント/非情の罠
『デス・ポイント/非情の罠』（デス・ポイント/ひじょうのわな、原題：52 Pick-Up）は、1986年制作のアメリカ合衆国のサスペンス・スリラー映画。
エルモア・レナード原作のハードボイルド小説「五万二千ドルの罠」（1974年）をジョン・フランケンハイマー監督、ロイ・シャイダー主演で映画化。レナードは脚本も担当。

## あらすじ
名うての実業家ハリーはある日、自分と愛人シニとの浮気現場を何者かによってビデオに撮られ、それをネタに恐喝される。これが公になれば、上院議員選挙への出馬を表明している妻バーバラにも火の粉が振りかかる。さらに脅迫犯はシニを殺害、ハリーがその犯人であるかのように装い、彼にさらなる脅しをかけてくる。
ハリーはシニの友人ドーリーンに協力を求め、脅迫犯に関する情報を得る。脅迫犯はポルノ映画館の支配人アランで、レオとボビーという仲間がいる事も分かった。
ハリーはアランに反撃を開始、アランに年間5万2000ドルを払うといって彼らの仲間割れを謀り、レオが殺された。しかし、アランはボビーとドーリーンをも殺害、バーバラを人質にとり、ハリーに身代金を要求してくる。

## キャスト
※括弧内は日本語吹替（1991年7月7日放送 テレビ朝日『日曜洋画劇場』）
- ハリー・ミッチェル：ロイ・シャイダー（羽佐間道夫）
- バーバラ・ミッチェル：アン＝マーグレット（吉田理保子）
- ドーリーン：ヴァニティ（小山茉美）
- シニ：ケリー・プレストン（佐々木優子）
- アラン・レイミー：ジョン・グローヴァー（富山敬）
- レオ：ロバート・トレボア（田中亮一）
- ボビー：クラレンス・ウィリアムズ3世（麦人）
- マーク：ダグ・マクルーア（吉水慶）
- グレディ：ウィリアム・ジョン・マーフィ（草尾毅）